# Red Ocean
Red Ocean (Röd Ocean) är ett datorspel som skapats av Collision Studios.

## Handling
Handlingen tar plats i en sovjetisk undervattensbas som blivit övertagen av terrorister.